# Sentani (lud)
Sentani (həndani), także Buyaka – lud papuaski z indonezyjskiej prowincji Papua, zamieszkujący rejon jeziora Sentani. Ich populacja wynosi ok. 30 tys. osób.
Posługują się własnym językiem sentani (phuyakha afaeu, həndani afæw), który tworzy niewielką grupę wraz z nafri i tanah merah. Wyróżnia się trzy grupy dialektalne: wschodnią, centralną i środkową, które są świadome swoich różnic językowych. W użyciu są także języki malajski papuaski i indonezyjski (ramoyo afaeu).
Nie zarejestrowano tradycyjnego określenia tej grupy etnicznej. Osoby z ludu Sentani są silniej związane z miejscowością bądź domostwem aniżeli całym regionem. Nazwa „Sentani” została prawdopodobnie nadana przez grupy z okolic zatoki Yos Sudarso (Humboldta). Występuje również w zaadaptowanej formie həndani. Ewentualnie mogłaby pochodzić od jap. 千谷 (sen tani, czyli „tysiąc dolin”; nawiązanie do pobliskiego pasma górskiego Pegunungan Cyclops).
Zamieszkują bezpośrednio nad jeziorem, na wyspach bądź na terenach lądowych. Zajmują się rolnictwem, rybołówstwem i łowiectwem. Istotną rolę odgrywa sago. Pozyskiwanie ryb i wyrabianie sago należą do zajęć kobiet.
W latach 20. XX w. działalność wśród ludu Sentani rozpoczęli misjonarze protestanccy. Ich rodzime wierzenia zostały w dużej mierze wyparte przez chrześcijaństwo. Ulegli silnej modernizacji, do czego przyczyniła się bliskość miasta Jayapury. Przed nadejściem wpływów zewnętrznych mieli rozwinięte tradycje rzeźbiarskie. Ich wierzenia tradycyjne obejmują kulty przodków i duchów. Pod względem kulturowym są pokrewni ludom Tobati i Nafri. C.L. Voorhoeve (1969) powiązał ich z Asmatami.
Organizacja społeczna opiera się na patrylinearnym systemie pokrewieństwa.